# Paleogenetik
Paleogenetik (engelska: paleogenetics) är en vetenskaplig gren av genetiken och är en tillämpning av genetik inom paleontologi. Den fokuserar på analys av genetiska prov från fossiler, subfossiler och förhistoriska lämningar av organismer. Den genetiska informationen (DNA eller DNA-fragment) extraheras från proven med hjälp av polymeraskedjereaktion-kloning och sekvensering.
Paleogenetik är en relativt ny forskningsgren. Svenske biologen Svante Pääbo, Max Planck Institute for Evolutionary Anthropology, har varit verksam inom forskningsfältet och anses ha grundat den vidare utvecklingen paleogenomik. Han klonade 1985 för första gången den genetiska informationen hos en mumie. Två amerikaner biologen Emile Zuckerkandl och fysikaliske kemisten Linus Pauling bildade begreppet paleogenetik redan år 1963. De visade vid denna tidpunkt på den framtida möjligheten till rekonstruktion av forna proteiner och DNA-sekvenser. Enligt biokemisten Steven Benner expanderade denna disciplin snabbt i slutet av 2003 och början av 2004.